# Дотан (Алабама)
Дотан (англ. Dothan) — місто (англ. city) в США, в округах Г'юстон, Дейл і Генрі штату Алабама. Населення — 71 072 особи (2020).

## Географія

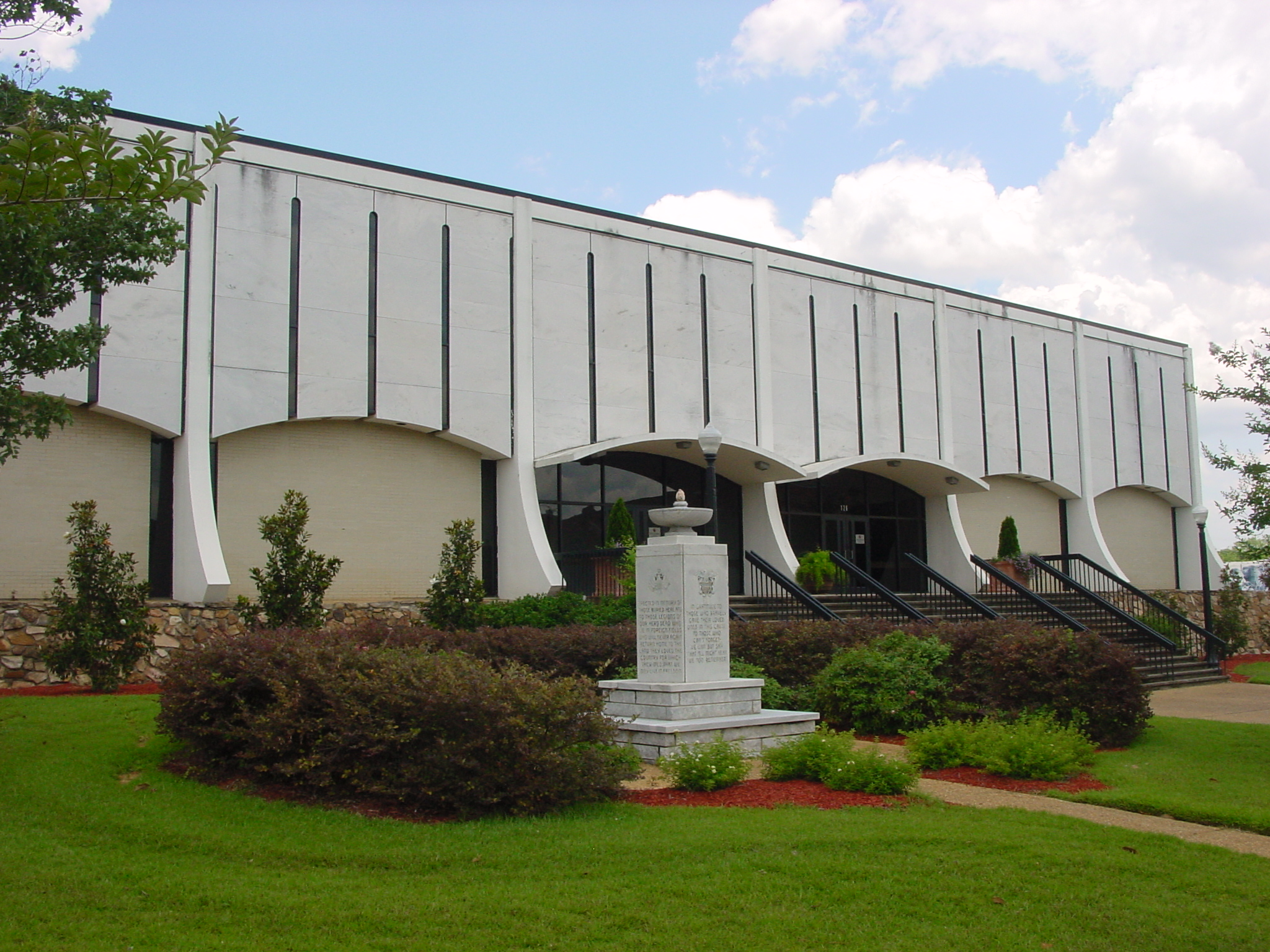
Міський центр Дотана

Дотан розташований за координатами 31°14′1″ пн. ш. 85°24′25″ зх. д. / 31.23361° пн. ш. 85.40694° зх. д. (31.233698, -85.406823). За даними Бюро перепису населення США в 2010 році місто мало площу 232,38 км², з яких 231,54 км² — суходіл та 0,84 км² — водойми.

## Історія
У 18 — 19 століттях, місцевість, де зараз розташований Дотан, була відома під назвою «Голова Тополі».
В десяти або дванадцяти милях на схід від «Голови Тополі», існувала фортеця, де переселенці з довколишніх міст і сіл знаходили захист, коли вони відчували загрозу з боку індіанців. До 1840 року війни з індіанцями в штаті Алабама були закінчені і фортеця незабаром зникла.
Нові поселенці зрозуміли, що для подальшого зростання, необхідно створити керівний орган та місцеві правоохоронні органи. 10 листопада 1885, мешканці «Голови Тополі» проголосували за реєстрацію міста. Як назву нового міста взяли ім'я «Дотан».

### Клімат
| Клімат : Дотан                                                     | Клімат : Дотан | Клімат : Дотан | Клімат : Дотан | Клімат : Дотан | Клімат : Дотан | Клімат : Дотан | Клімат : Дотан | Клімат : Дотан | Клімат : Дотан | Клімат : Дотан | Клімат : Дотан | Клімат : Дотан | Клімат : Дотан |
| Показник                                                           | Січ.           | Лют.           | Бер.           | Квіт.          | Трав.          | Черв.          | Лип.           | Серп.          | Вер.           | Жовт.          | Лист.          | Груд.          | Рік            |
| Абсолютний максимум, °C                                            | 28,9           | 30,6           | 31,7           | 34,4           | 37,8           | 40,0           | 42,2           | 41,1           | 38,3           | 35,6           | 31,1           | 28,3           | 42,2           |
| Середній максимум, °C                                              | 15,0           | 17,8           | 21,7           | 25,6           | 30,0           | 32,8           | 33,3           | 33,3           | 31,1           | 26,1           | 21,1           | 16,1           | 25,4           |
| Середній мінімум, °C                                               | 3,3            | 5,0            | 8,9            | 12,2           | 17,2           | 21,1           | 22,2           | 21,1           | 18,3           | 12,8           | 8,3            | 4,4            | 13,0           |
| Абсолютний мінімум, °C                                             | −17,8          | −12,2          | −11,1          | −2,8           | 5,0            | 7,2            | 10,6           | 12,2           | 3,9            | −3,3           | −9,4           | −15            | −17,8          |
| Норма опадів, мм                                                   | 133            | 132            | 137            | 92             | 85             | 126            | 148            | 107            | 106            | 86             | 106            | 110            | 1370           |
| ------------------------------------------------------------------ | -------------- | -------------- | -------------- | -------------- | -------------- | -------------- | -------------- | -------------- | -------------- | -------------- | -------------- | -------------- | -------------- |
| Джерело: City-data.com, The Weather Channel (records and averages) |                |                |                |                |                |                |                |                |                |                |                |                |                |

## Демографія
Згідно з переписом 2010 року, у місті мешкало 65 496 осіб у 26 845 домогосподарствах у складі 17 835 родин. Густота населення становила 282 особи/км². Було 29274 помешкання (126/км²).
Расовий склад населення:
| - 63,1 % — білих - 32,5 % — чорних або афроамериканців - 1,1 % — азіатів - 0,4 % — корінних американців - 0,1 % — вихідців з тихоокеанських островів - 1,1 % — осіб інших рас |

До двох чи більше рас належало 1,8 %. Частка іспаномовних становила 2,9 % від усіх жителів.
За віковим діапазоном населення розподілялося таким чином: 24,5 % — особи молодші 18 років, 60,8 % — особи у віці 18—64 років, 14,7 % — особи у віці 65 років та старші. Медіана віку мешканця становила 38,0 року. На 100 осіб жіночої статі у місті припадало 89,9 чоловіків; на 100 жінок у віці від 18 років та старших — 85,6 чоловіків також старших 18 років.
Середній дохід на одне домашнє господарство становив 62 807 доларів США (медіана — 42 426), а середній дохід на одну сім'ю — 75 888 доларів (медіана — 54 268). Медіана доходів становила 45 220 доларів для чоловіків та 31 795 доларів для жінок. За межею бідності перебувало 19,1 % осіб, у тому числі 31,1 % дітей у віці до 18 років та 8,6 % осіб у віці 65 років та старших.
Цивільне працевлаштоване населення становило 29 035 осіб. Основні галузі зайнятості: освіта, охорона здоров'я та соціальна допомога — 25,1 %, роздрібна торгівля — 14,4 %, мистецтво, розваги та відпочинок — 9,9 %, виробництво — 9,1 %.

## Відомі особистості
У поселенні народився:
- Джемі Томас (нар. 1974) — американський професійний скейтбордист і бізнесмен.

## Галерея

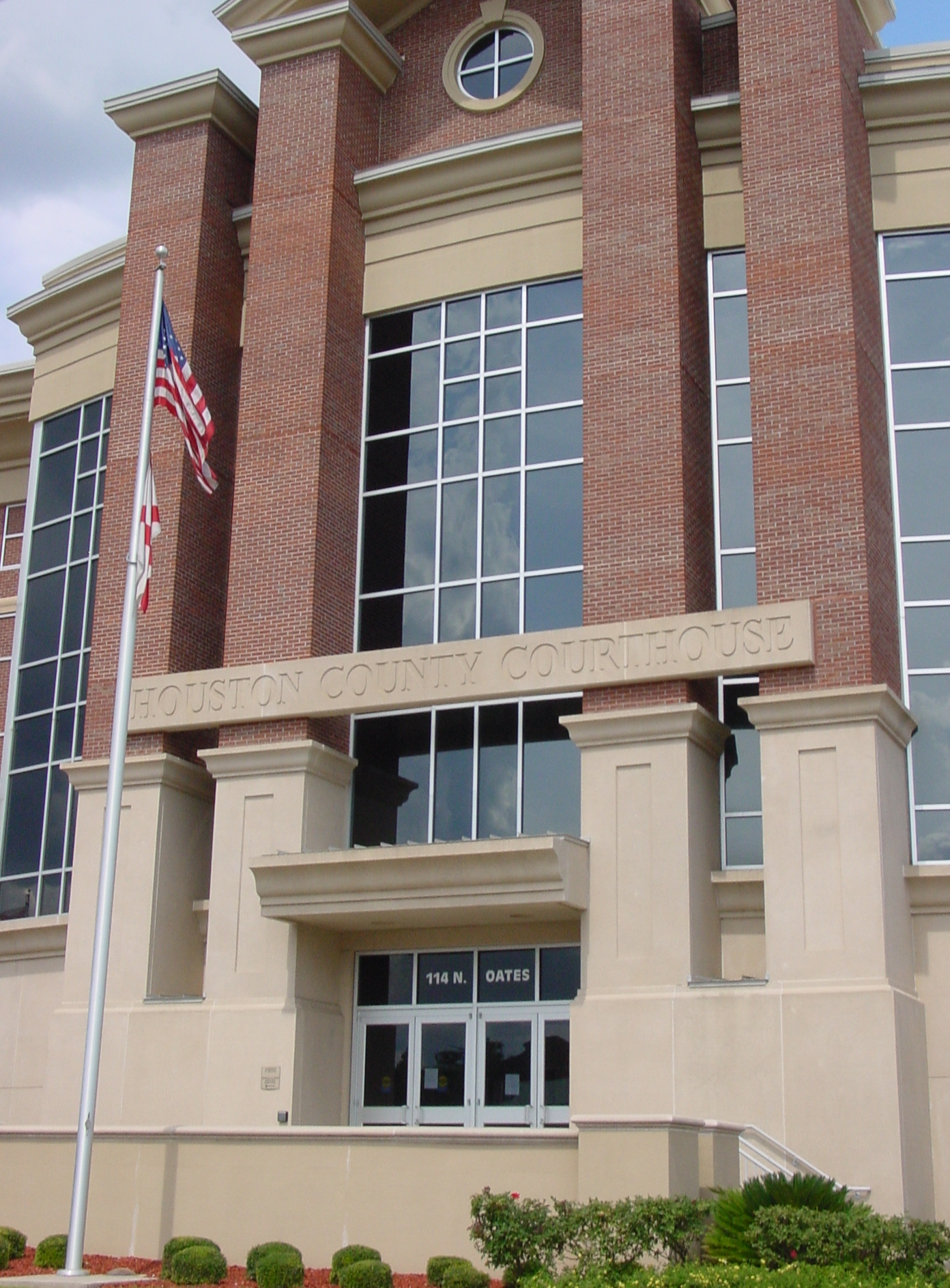
Окружний суд в Дотані
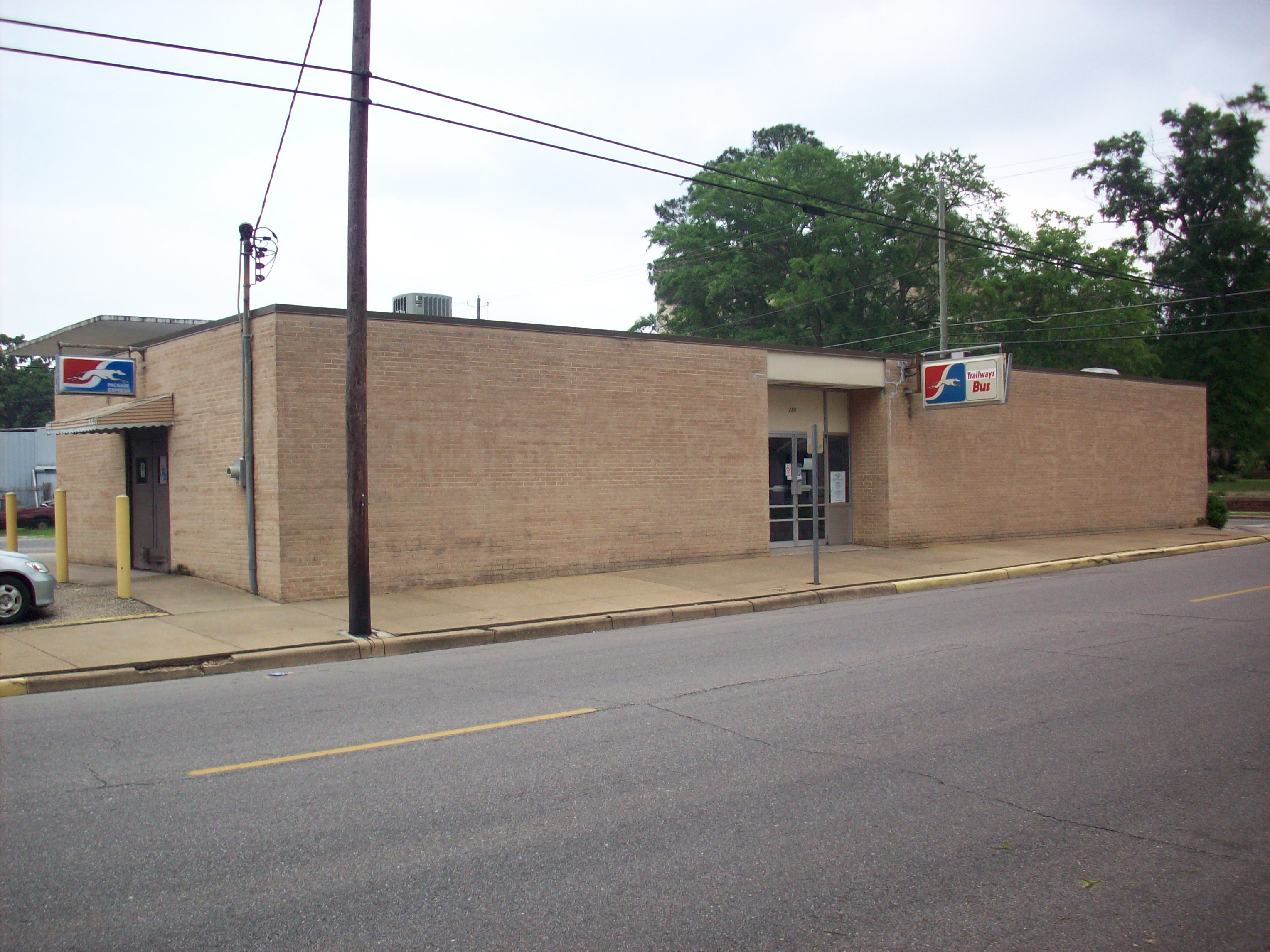
Автобусна станція Дотана
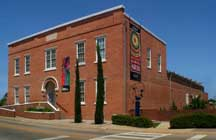
Музей мистецтв
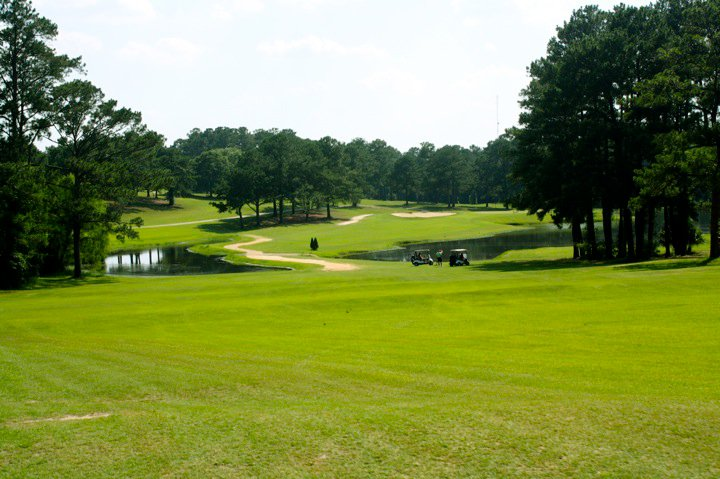
Поле для гольфу в Дотані